# Litoria caerulea
Litoria caerulea (зелена деревна жаба) — жаба з роду безхвостих земноводних з родини райкові. Інша назва райка Вайта (на честь британського натураліста Джона Вайта).
Зустрічається в Західній Новій Гвінеї (Індонезія), Папуа Новій Гвінеї на островах в протоці Торреса в північно-східній Австралії і в Новій Зеландії (були ввезені), веде нічний спосіб життя.
Середня тривалість життя жаби у неволі — близько 16 років. Порівняно з більшістю жаб, це довго. Її раціон становлять різні комахи, дрібні рептилії, риби, жаби. Самиці мають розміри — до 13 см, самці — до 7 см. Зелені деревні жаби покірні і добре підходять для проживання поблизу людських жител. Вони часто зустрічаються на вікнах або всередині будинків. Жаба кричить, коли вона знаходиться в небезпеці, щоб відлякати ворога, і пищить, коли її торкаються. В силу своїх фізичних і поведінкових особливостей, зелена деревна жаба стала однією із найбільш упізнаних жаб у своєму регіоні і є популярною екзотичною твариною у всьому світі. Виділення шкіри жаби володіють антибактеріальними та противірусними властивостями, які можуть виявитися корисними у фармацевтичних препаратах.

## Таксономія
Зелена деревна жаба розділяє рід Litoria з десятками видах жаб ендемічних для Австралазії. Загальна назва виду, «білі деревні жаби», в честь першого опису Джона Уайта в 1790 році. Зелена деревна жаба була першою австралійською науково-класифікованою жабою; екземпляр знайшов своє місце у колекції пана Джозефа Банкс, але був знищеним у зв'язку з німецькими бомбардуваннями музею в Королівському коледжі хірургів імені Джона Хантера в Лондоні у Другій світовій війні.
Вид спочатку називався «Blue Frog» (Блакитна Жаба), попри зелений колір. Екземпляри, відправлені до Англії, були пошкоджені консервуючою речовиною і стали блакитними. Колір жаби спричинений блакитними та зеленими пігментами, покрились жовтим шаром;. консервант знищив жовтий шар і жаба залишилась з синім зовнішнім виглядом. Спеціальний епітет «caerulea», що на латині — блакитний, залишився. Жаба також відомий як «зелена деревна жаба», але це ім'я часто дають найбільш розповсюдженим великим зеленим деревним жабам певної місцевості, наприклад, американська зелена деревна жаба (Hyla cinerea).

## Опис
Зелена деревна жаба може вирости до 10 см в довжину. Її колір залежить від температури та кольору навколишнього середовища, в межах від коричневого до зеленого ;черевна поверхня — біла. Жаба часом має невеликі, білі, неправильної форми плями на спині. На кінчиках лапок, вона має великі диски, які забезпечують зчеплення під час лазіння. Очі золотого кольору з притаманними для роду Litoria горизонтальними райдужними оболонками. Пальці на третину перетинчасті, а пальці лап — майже на три чверті.
Хоча у жаби є легені, вони поглинають кисень через шкіру, а для того, щоб це відбулося ефективно, шкіра повинна бути вологою. Недоліком вологості шкіри є патогени, які можуть розвиватись на ній, збільшуючи ймовірність зараження. Щоб уникнути цього, жаби виділяють пептиди, які руйнують ці патогени. Було знайдено кілька пептидів у секреції шкіри, які здатні знищити ВІЛ не завдаючи шкоди здоровим Т-клітинам.

### Пуголовки
Зовнішній вигляд пуголовка змінюється протягом усьому його розвитку. Довжина пуголовків цього виду коливається від 8,1 мм (коли вилупилися) до 44 мм. Вони спочатку строкаті з коричневим, розширюючи пігментацію (на зелений або коричневий) в процесі розвитку. Їх нижня частина спочатку темна, а потім освітлюється, стаючи, зрештою, білою як у дорослих. Яйця — коричневі, 1,1-1,4 мм в діаметрі.

## Розповсюдження
Зелена деревна жаба є рідною у північних і східних районах Австралії та південній частині Нової Гвінеї. Розподіл обмежується в основному в теплих і вологих умовах тропічного клімату. Їх діапазон простягається від Іріан Джая до Порт Морсбі, і найбільш поширюється на островах Дару. Поодинокі зразки були зафіксовані в північній частині Нової Гвінеї, але це, як вважають, шляхом впровадження з боку людини. Міжнародний союз охорони природи свідчить про «розкидані місця» як у Новій Гвінеї, так і в Індонезії.
Вид був введений у Сполучених Штатах і Новій Зеландії. У Сполучених Штатах він обмежений двома регіонами в межах Флориди, де був, можливо, введеним, через торгівлю тваринами. У Флориді були виявлені невеликі популяції і невідомо чи викликали вони екологічний збиток як загарбницький вид. У Новій Зеландії популяція жаб була, але з 1950 року не було зареєстровано жодних спостережень.

## Екологія та поведінка
Зелені деревні жаби дуже покірні та слухняні. Вони ведуть нічний спосіб життя і виходять на початку вечора, щоб вполювати їжу. Протягом дня вони знаходять прохолодне, темне і вологе місце, щоб спати, наприклад, в дуплах дерев або ущелинах. Взимку, зелені деревні жаби не вилазять, їх зазвичай не видно. Залежно від їх розташування, зелені деревні жаби займають різні місця проживання. Як правило, їх можна знайти в покрові дерев поблизу джерел води. Тим не менш, вони можуть вижити в болотах (серед очеретів) або на луках в прохолодний клімат. Зелені деревні жаби відомі тим, що населяють водні джерела всередині будинків, таких як раковини або туалети. Можна знайти жабу на підвіконні. Вони займуть цистерни, водостічні труби та канави, оскільки вони мають високу вологість і, як правило, холодніші від зовнішнього середовища.
Раціон жаб складають комахи та павуки, при тому, може включати дрібних жаб і ссавців. Зуби жаби не підходять для різання здобичі, тому здобич повинна розміщуватися всередині рота жаби.
Жаба має кілька власних хижаків, серед них змії та птахи. Цей вид має середню тривалість життя в неволі 16 років, але деякі з них, як відомо, живуть понад 20 років. Середня тривалість життя в дикій природі нижча, ніж у неволі, у зв'язку з хижацтвом.

## Як домашня тварина
Зелена деревна жаба є одним з найпопулярніших видів жаб як домашніх тварин у всьому світі. Їх поступливий характер, цікавий зовнішній вигляд і довга тривалість життя роблять привабливим вибором для власників екзотичних домашніх тварин. Це також одна з найпростіших для утримання жаб: її раціон широкий і вона має сильну стійкість до хвороб. Одна з проблем, зазвичай пов'язаних з утриманням цього виду як домашньої тварини, є перегодовування; зелені деревні жаби, як правило, стають огрядними, якщо їх перегодували. У дикій природі жабі потрібна енергія, щоб захопити свою здобич. Проте, в неволі, вони отримують живий корм в обмеженому просторі. Це зменшує активність, необхідну для прогодування, в результаті чого збільшується вага.

## Збереження
Згідно з законом про захист навколишнього середовища і збереження біорізноманіття 1999 року, австралійський закон надає захищений статус зеленій деревній жабі, разом з усією австралійською фауною. Деякі природні середовища існування жаб були знищені. Крім того, було виявлено, що деякі жаби інфіковані хітридієвим грибом. Ці два фактори загрожують скороченню населення зелених деревних жаб.